# ولسوالی آبشار
ولسوالی آبشار، یکی از ولسوالی‌های ولایت پنجشیر در جنوب شرقی این استان است. ۲۵٬۵۲۹ نفر جمعیت دارد. مرکز آن در روستای باباعلی قرار دارد. این ولسوالی پیش از ارتقا روستاهایی از ولسوالی دره بود

## موقعیت جغرافیایی
ولسوالی آبشار از غرب با ولسوالی دره (پنجشیر) از جنوب با ولایت لغمان از شمال با ولسوالی پریان (پنجشیر) و از شرق با ولایت نورستان هم‌مرز می‌باشد.

## روستاها
برخی از روستاها:دوست علی، جِهر علی، سنگی خان، بابا علی (مرکز)، قلعه تِری، پَرَنگال، شهر غلغله، گلاب خیل، قاش دَراز، قلندور، آستانه کلان، میچِت، جَر شخ، لاله‌خیل، خواجه غار